# Elektrownia jądrowa Cernavodă
Elektrownia Jądrowa Cernavodă (rum. Centrala Nucleară de la Cernavodă) – jedyna elektrownia jądrowa na terenie Rumunii. Nazwę bierze od pobliskiego miasta Cernavodă. Wykorzystuje reaktory typu CANDU firmy AECL. Ciężka woda pochodzi z zakładów Drobeta-Turnu Severin. Woda do chłodzenia z kanału Dunaj-Morze Czarne. Właścicielem elektrowni jest rumuńskie ministerstwo gospodarki, handlu i środowiska biznesowego, a operatorem Societatea Nationala Nuclearelectrica S.A.
W elektrowni jądrowej Cernavodă w Rumunii działają obecnie dwa bloki wyposażone w reaktory PHWR typu CANDU. Budowa dwóch nowych bloków w elektrowni będzie kosztować 7 miliardów euro, a podjęcie decyzji inwestycyjnej i rozpoczęcie przygotowań na placu budowy przewidywane jest na 2024 rok

## Historia projektu
Budowę wszystkich pierwotnie planowanych pięciu bloków elektrowni rozpoczęto w pierwszej połowie lat 80 XX wieku. Prace prowadzili Kanadyjczycy. Zarzucono je za rządów Nicolae Ceaușescu. Pierwszy reaktor uruchomiono w 1996, drugi w 2007.

## Reaktory
Drugi blok został ukończony przez konsorcjum firm AECL, Ansaldo Nucleare i Societatea Nationala Nuclearelectrica S.A., wybrane w 2003 roku. Stan krytyczny reaktor osiągnął cztery lata później, 6 maja 2007. Pełną moc osiągnął 12 września 2007. Na obecności oddania reaktora do użytku, 5 października, obecny był premier Călin Popescu-Tăriceanu i przedstawiciele firmy AECL.
We wrześniu 2010 z konsorcjum wystąpił ČEZ, powołując się z na niekorzystne warunki makroekonomiczne. 20 stycznia 2011 w ślad za nim poszły firmy GDF Suez, Iberdrola i RWE.
| Nazwa bloku | Typ reaktora | Producent | Rozpoczęcie budowy | Stan krytyczny   | Włącz. do sieci  | Moc elektry. netto [MW] | Moc elektry. brutto [MW] | Moc termiczna [MW] |
| ----------- | ------------ | --------- | ------------------ | ---------------- | ---------------- | ----------------------- | ------------------------ | ------------------ |
| Cernavodă-1 | CANDU 6      | AECL      | 7 stycznia 1982    | 16 kwietnia 1996 | 7 listopada 1996 | 650                     | 707                      | 2180               |
| Cernavodă-2 | CANDU 6      | AECL      | 1 lipca 1983       | 6 maja 2007      | 7 sierpnia 2007  | 650                     | 707                      | 2180               |
| Cernavodă-3 | CANDU 6      | AECL      | 1 stycznia 1984    |                  |                  | 630                     | 706                      | 2180               |
| Cernavodă-4 | CANDU 6      | AECL      | 1 stycznia 1985    |                  |                  | 630                     | 706                      | 2180               |
| Cernavodă-5 | CANDU 6      | AECL      | 1 stycznia 1986    |                  |                  | 630                     | 706                      | 2180               |